# شکورتلبن
شکورتلبن (به آلمانی: Schkortleben) یک منطقهٔ مسکونی در آلمان است که در وایسنفلس واقع شده‌است. شکورتلبن ۵۹۳ نفر جمعیت دارد.